# Tuberaria globulariifolia var. major
Tuberaria globulariifolia subsp. major é uma variedade de planta com flor pertencente à família Cistaceae. 
A autoridade científica da variedade é Willk., tendo sido publicada em Icon. Descr. Pl. Nov. 72. 1856.

## Portugal
Trata-se de uma variedade presente no território português, nomeadamente em Portugal Continental.
Em termos de naturalidade é endémica da região atrás referida.

## Protecção
Encontra-se protegida por legislação portuguesa e pela Comunidade Europeia, nomeadamente pelo Anexo II (espécie prioritária) e IV da Directiva Habitats e pelo Anexo I da Convenção sobre a Vida Selvagem e os Habitats Naturais na Europa.